# 김종결
김종결(金鍾潔, 1944년 5월 2일 ~ )은 대한민국의 배우이다.가족은

## 경력
1966년 연극배우 첫 데뷔하였고 이듬해 1967년 TBC 4기 공채 탤런트로 데뷔했다.
1998년 1월 9일에는 새정치국민회의 경제대책위원으로 위촉되었다가 한 달 후(1998년 2월) 물러났으며, 2000년에 저축의 날 대통령 표창도 수상하였다. 현재는 고깃집 ‘주신정’의 대표이다. 현재 주신정은 없어짐

### 기타 이력
- 1998년 새정치국민회의 경제대책위원 겸 당무위원
- 2007년 한양대학교 연극영화학과 겸임교수

## 출연작

### 드라마
| 년도 | 방송국   | 제목                     | 역할          |
| ---- | -------- | ------------------------ | ------------- |
| 1980 | TBS→KBS1 | 달동네                   | 석근          |
| 1980 | KBS1     | 소망                     |               |
| 1981 | KBS1     | 억척선생 분투기          |               |
| 1981 | KBS2     | 포도대장                 |               |
| 1981 | KBS2     | 환상의 공포              |               |
| 1981 | KBS1     | 시효인간                 |               |
| 1982 | KBS2     | 꽃바람                   |               |
| 1982 | KBS1     | 풍운                     |               |
| 1982 | KBS1     | 나는 누구냐              |               |
| 1982 | KBS1     | 산하                     | 오영진        |
| 1982 | KBS1     | 지금 평양에선            |               |
| 1983 | KBS1     | 개국                     | 정세운        |
| 1983 | KBS2     | 객주                     |               |
| 1984 | KBS1     | 독립문                   | 이윤고        |
| 1984 | KBS2     | 봉선화                   |               |
| 1985 | KBS2     | 꽃반지                   |               |
| 1986 | KBS2     | 이화에 월백하고          |               |
| 1987 | KBS1     | 이화                     | 민영규        |
| 1989 | MBC      | 황제를 위하여            | 이현웅        |
| 1989 | KBS2     | 천명                     |               |
| 1989 | KBS2     | 사랑의 굴레              |               |
| 1989 | MBC      | 제5열                    |               |
| 1990 | KBS2     | 파천무                   | 이재하        |
| 1990 | KBS1     | 여명의 그날              | 이묘묵        |
| 1991 | KBS1     | 왕도                     | 김관주        |
| 1992 | MBC      | 일출봉                   | 밤피리        |
| 1992 | SBS      | 모래위의 욕망            |               |
| 1993 | KBS2     | 서른한 살의 반란         |               |
| 1994 | MBC      | 야망                     | 조정 대신     |
| 1994 | KBS2     | 한명회                   |               |
| 1995 | SBS      | 모래시계                 | 민 변호사     |
| 1995 | MBC      | 제4공화국                | 이동찬        |
| 1995 | KBS2     | 서궁                     | 허균          |
| 1995 | KBS1     | 찬란한 여명              | 김기수        |
| 1995 | KBS2     | 젊은이의 양지            |               |
| 1996 | KBS2     | 머나먼 나라              | 주일봉        |
| 1996 | KBS1     | 용의 눈물                | 변계량        |
| 1997 | KBS2     | 욕망의 바다              | 조상무        |
| 1998 | KBS1     | 왕과비                   | 한치형        |
| 2000 | KBS2     | 천둥소리                 | 류성룡        |
| 2001 | SBS      | 여인천하                 | 김안로        |
| 2003 | KBS1     | 무인시대                 | 문극겸        |
| 2003 | KBS2     | 아내                     | 김중원        |
| 2004 | KBS1     | 불멸의 이순신            | 사이쇼 죠타이 |
| 2005 | SBS      | 그 여름의 태풍           |               |
| 2006 | KBS2     | 황진이                   | 서경덕        |
| 2007 | SBS      | 왕과 나                  | 한명회        |
| 2009 | KBS2     | 천추태후                 | 최량          |
| 2010 | KBS1     | 명가                     |               |
| 2010 | SBS      | 마이더스                 |               |
| 2013 | JTBC     | 궁중잔혹사 - 꽃들의 전쟁 | 김류          |

### 영화
- 1991년 《오엑스》
- 1993년 《공포의 덩크슛》